# Sophus Schandorph

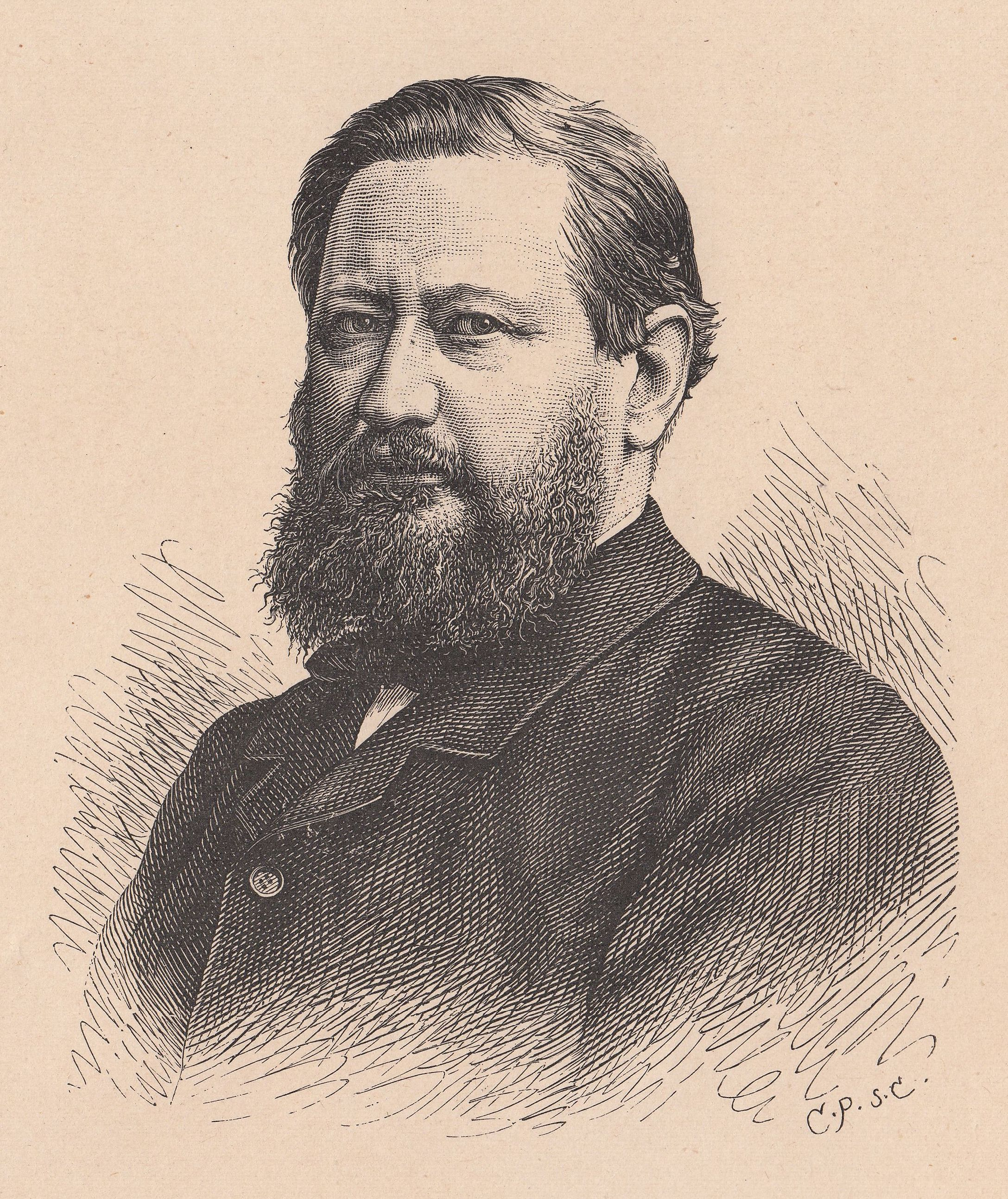
Sophus Schandorph

Sophus Christian Frederik Schandorph (* 8. Mai 1836 in Ringsted; † 1. Januar 1901 in Kopenhagen) war ein dänischer Schriftsteller.

## Leben

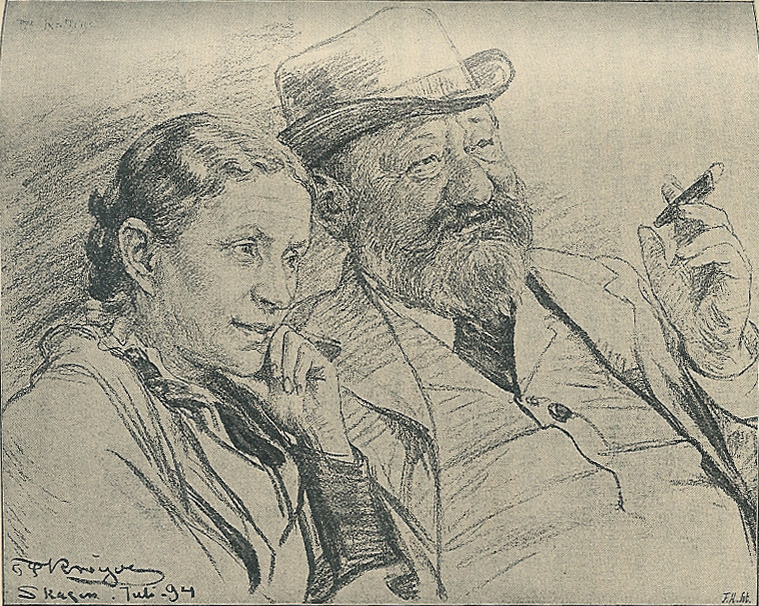
Sophus Schandorph und Frau (Zeichnung von P.S. Krøyer, 1894)

Schandorph studierte Theologie in Kopenhagen, wechselte aber dann zur Romanistik und beendete sein Studium mit einer Dissertation über die italienische Literatur. Anschließend fand er sein Auskommen als Sprachlehrer.
Schandorph gehörte zu den Dichtern des modernen Durchbruchs von 1871, die sich alle an Georg Brandes orientierten. Iwan Sergejewitsch Turgenew und Émile Zola beeinflussten Schandorph ebenfalls. In seinen Romanen (z. B. Thomas Friis’ Historie ist dies deutlich spürbar).

## Werke
- Fra Provinsen (1876)
- Det gamle Apotek (1885)
- Thomas Friis’ Historie (1881)